# Edward Szturm de Sztrem

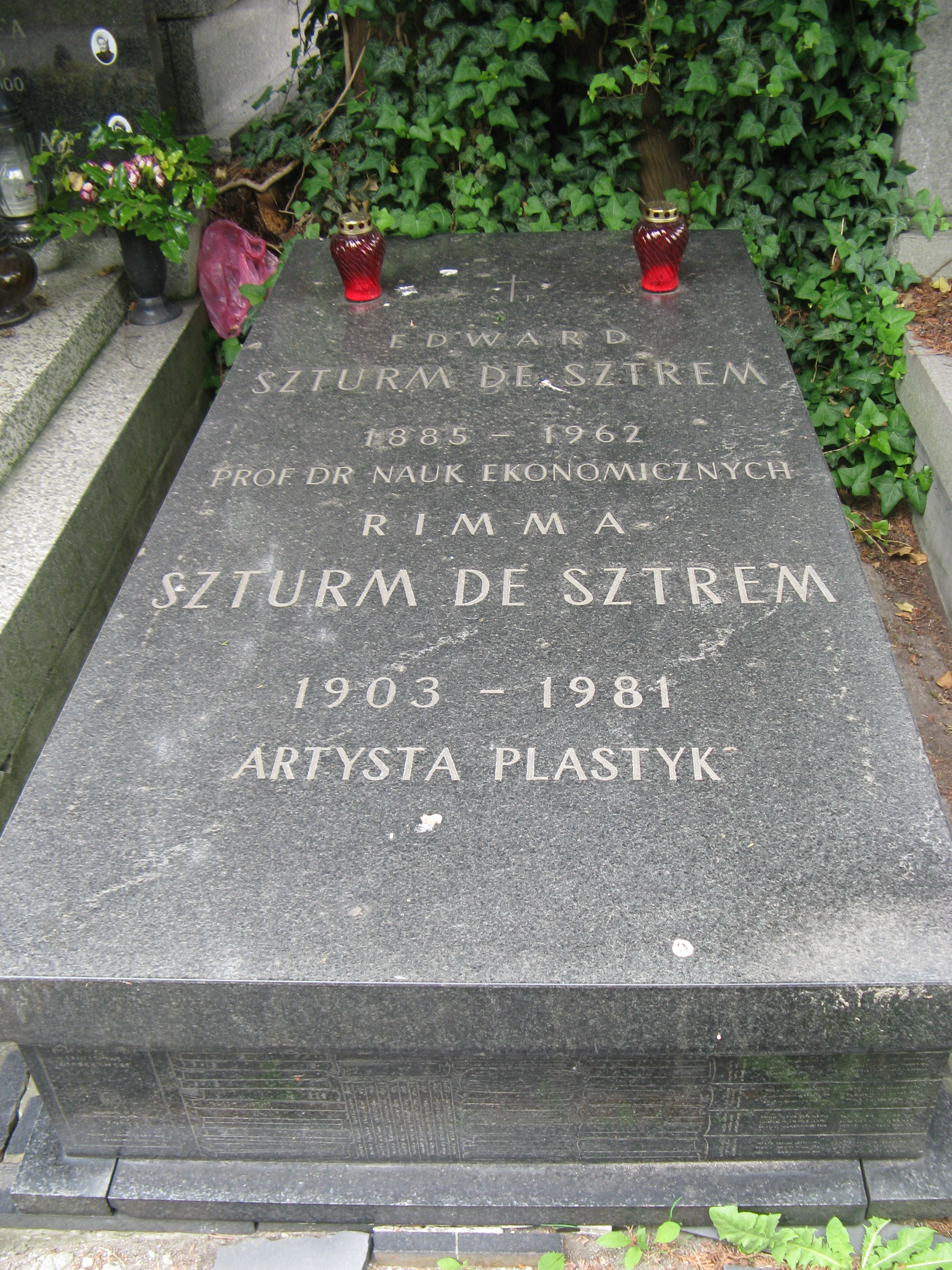
Grób Edwarda Szturm de Szterm na Cmentarzu Powązki Wojskowe)

Edward Szturm de Sztrem (ur. 11 lipca 1885 w Petersburgu, zm. 9 września 1962 w Warszawie) – polski statystyk i demograf.

## Życiorys
Syn Jana i Marii z Rusieckich. Tradycja rodzinna utrzymywała, że nazwisko de Sztrem pochodzi z Alzacji. Przodek walczył w oddziałach Jana III Sobieskiego i za waleczność w odsieczy wiedeńskiej został nobilitowany. Do nazwiska de Sztrem dodano pierwszy człon – Szturm. Ojciec Jan pełnił różne kierownicze stanowiska w miastach nad Wołgą.
Miał siostrę Zofię (1891–1965), później żonę majora Tadeusza Herfurta oraz trzech braci: Tadeusza (1892–1968) – działacza PPS i PPS-WRN, Witolda (1888–1933) – prawnika, działacza PPS i KPP. Najmłodszy Zbigniew (1898–1921) był działaczem Polskiej Organizacji Wojskowej (POW) i podchorążym Wojska Polskiego.
W 1912 ukończył studia prawnicze i ekonomiczne na Uniwersytecie w Petersburgu, a następnie wyjechał do Nancy, gdzie na tamtejszym uniwersytecie studiował nauki matematyczne. Do 1918 pracował jako statystyk w Samorządzie Ziemskim Guberni Połtawskiej, a następnie przeniósł się do Warszawy. Początkowo był statystykiem w Biurze Pracy Społecznej, aby później objąć stanowisko kierownika organizacyjnego w Wydziale Statystycznym Ministerstwa Aprowizacji. W 1920 Ministerstwa Aprowizacji zostało wchłonięte przez Główny Urząd Statystyczny, gdzie powierzono mu etat naczelnika Wydziału Statystyki Rolniczej i Aprowizacji. 24 października 1929 dotychczasowy prezes GUS Józef Buzek złożył rezygnację z zajmowanego stanowiska, tego samego dnia Edward Szturm de Sztrem został prezesem GUS i pełnił tę funkcję do wybuchu II wojny światowej. Po utworzeniu w 1937 Polskiego Towarzystwa Statystycznego został jego prezesem.
Prowadził szeroką działalność naukową, w okresie dwudziestolecia był wykładowcą Wolnej Wszechnicy Polskiej, gdzie wykładał przedmiot: metody badań statystycznych w samorządzie.
Po wybuchu wojny, w latach 1939–1941, przebywał we Francji, gdzie pracował dla Polskiego Czerwonego Krzyża. Od maja 1941 w Wielkiej Brytanii prowadził prace nad Atlasem Statystycznym Polski, w latach 1943–1946 był wykładowcą na uniwersytecie w Oksfordzie. Od 1945 został delegatem Rządu do Komitetu Europejskiego UNRRA, uczestniczył w delegacji polskiej na pierwsze Walne Zgromadzenie Narodów Zjednoczonych.
Do kraju powrócił w listopadzie 1946 i objął funkcję rektora Akademii Nauk Politycznych, rok później powołano go na Wiceprezydenta Międzynarodowego Instytutu Statystycznego. W 1951 uzyskał stopień profesora nadzwyczajnego na SGPiS, gdzie był wykładowcą.
Pochowany na cmentarzu Wojskowym na Powązkach w Warszawie (kwatera IIB 30-1-21).

## Członkostwo
- Towarzystwo Ekonomistów i Statystyków Polskich
- Polskie Towarzystwo Statystyczne
- Królewskie Towarzystwo Ekonomiczne w Londynie
- Towarzystwo Ekonomiczne USA
- Międzynarodowy Instytut Statystyczny
- Komitet Ekspertów Statystycznych przy Międzynarodowym Biurze Pracy
- Towarzystwo Statystyków i Geografów Meksykańskich

## Główne publikacje
- Kształtowanie się cen na ważniejsze artykuły rolne w Polsce, 1927
- Atlas statystyczny Polski, 1941
- Elementy demografii, 1956

## Ordery i odznaczenia
- Krzyż Oficerski Orderu Odrodzenia Polski (10 listopada 1928)[3]
- Krzyż Kawalerski Orderu Odrodzenia Polski (13 lipca 1955)[4]
- Złoty Krzyż Zasługi[5]